# Hôpital Saint-Sauveur
L'hôpital Saint-Sauveur est un ancien hôpital de Lille, dans le département du Nord, en France. Le pavillon, dernier vestige de l'hôpital, a été classé monument historique en 1923 et 1962.
Ce site est desservi par les stations de métro Lille Grand Palais et Mairie de Lille.

## Histoire
Le chanoine de la Collégiale Saint-Pierre, Jean Martin, fonde un asile de six lits pour les malades pauvres. Il sera détruit en 1213 lors  de l'incendie du siège de Lille par Philippe Auguste.
En 1215, cet asile renaît grâce à la générosité de Jeanne de Constantinople qui fonde l'hôpital Saint-Sauveur en bordure sud des remparts de Lille. Il abrite seulement huit lits. En 1219, attenant à l'hôpital, un oratoire est construit pour les religieuses Augustines chargées de l'accueil et des soins. C'était la construction religieuse la plus ancienne de Lille jusqu'à sa destruction en 1960. Après 1393, elles font bâtir la chapelle principale dans l'axe de la salle des malades, à son extrémité orientale.
En 1668, pour la première fois un chirurgien et un médecin sont engagés à l'hôpital qui est agrandi par la construction de la salle Saint-Louis entre 1699 et 1702. Dès la fin du XVIIe siècle, il peut accueillir vingt à trente patients. Depuis sa création, l'Hôpital reçoit de nombreux dons et legs et il est exempté de certaines taxes. En 1702, une vingtaine de personnes y travaille et il accueille quarante patients. Il devra recevoir jusqu'à 160 patients en 1708 lors du siège de Lille. Il recevra également les blessés de la bataille de Fontenoy (1745).
Au XVIIIe siècle, c'est le principal hôpital actif de Lille. De 1727 à 1734, une des ailes de la cour d'honneur est rebâtie ; une autre, l'actuel pavillon Saint-Sauveur, reçoit sa décoration.
Pendant la Révolution Française, la communauté de religieuses est dissoute, elles sont expulsées et remplacées par des administrateurs laïcs. La Commission Administratives des Hospices Civils, créée en 1796, décide de réunir les seize établissements charitables et les quatre hospices de la ville par souci d'économie. Les revenus et charges de l'Hospice Comtesse sont affectés à l'Hôpital Saint-Sauveur qui devient ainsi le principal établissement hospitalier de Lille.
Dans la nuit du 28 au 29 mars 1896, un incendie dans le clocher de l'église Saint-Sauveur se propage à l'hôpital et détruit une grande partie des bâtiments qui sont rapidement reconstruits.
En 1902, il accueille 360 lits mais il ne peut pas s'agrandir davantage. À la suite de la construction de la Cité hospitalière, tous les services de l'Hôpital Saint-Sauveur y seront transférés. En 1958, l'hôpital ferme définitivement. En 1960, il est détruit entièrement à l'exception du pavillon Saint-Sauveur, siège actuel de la Fondation de Lille.

## Architecture du pavillon
Lors de la démolition de l'hôpital, un seul des quatre côtés de la cour d'honneur est conservé. Connue sous le nom de pavillon Saint-Sauveur, la partie préservée est un bâtiment du XVIIe siècle en brique et en pierre à trois niveaux. Au rez-de-chaussée, il reste une galerie de cloître aux voûtes en brique qui donnait sur la cour d'honneur par six arcades. À l'intérieur, se trouve une porte ornée d'anges et de cartouches. Au premier étage, la façade est rythmée par des pilastres en pierres de Lezennes surmontés de chapiteaux ioniques et de cartouches, et par des grandes fenêtres aux encadrements de pierre, rehaussées par des guirlandes et des oculi tressés de feuilles.